# Algoritmo Needleman-Wunsch
O algoritmo Needleman–Wunsch tem por objetivo realizar o alinhamento de seqüências global de duas seqüências (denominadas aqui de A e B). Este algoritmo é frequentemente utilizado em Bioinformática para alinhar seqüências de proteínas ou nucleotídeos. O algoritmo foi proposto na década de 1970 por Saul Needleman e Christian Wunsch.
Este algoritmo é um exemplo de programação dinâmica e foi a primeira aplicação desta técnica a comparação de sequências biológicas.
O primeiro elemento necessário é uma matriz de pesos (scores). Aqui, {\displaystyle S(i,j)} mede a similaridade entre os caracteres i e j. Usa-se uma penalidade para espaços (gap penalty) linear d. Um exemplo de matriz seria:
| - | A  | G  | C  | T  |
| - | -- | -- | -- | -- |
| A | 10 | -1 | -3 | -4 |
| G | -1 | 7  | -5 | -3 |
| C | -3 | -5 | 9  | 0  |
| T | -4 | -3 | 0  | 8  |

então o alinhamento:
```
  AGACTAGTTAC
  CGA---GACGT
```

com gap penalty de -5, deveria ter o score:
```
  

  

    

      

        
S

        
(

        
A

        
,

        
C

        
)

        
+

        
S

        
(

        
G

        
,

        
G

        
)

        
+

        
S

        
(

        
A

        
,

        
A

        
)

        
+

        
3

        
×

        
d

        
+

        
S

        
(

        
G

        
,

        
G

        
)

        
+

        
S

        
(

        
T

        
,

        
A

        
)

        
+

        
S

        
(

        
T

        
,

        
C

        
)

        
+

        
S

        
(

        
A

        
,

        
G

        
)

        
+

        
S

        
(

        
C

        
,

        
T

        
)

      

    

    
{\displaystyle S(A,C)+S(G,G)+S(A,A)+3\times d+S(G,G)+S(T,A)+S(T,C)+S(A,G)+S(C,T)}

  

  

  

    

      

        
=

        
−

        
3

        
+

        
7

        
+

        
10

        
−

        
3

        
×

        
5

        
+

        
7

        
+

        
−

        
4

        
+

        
0

        
+

        
−

        
1

        
+

        
0

        
=

        
1

      

    

    
{\displaystyle =-3+7+10-3\times 5+7+-4+0+-1+0=1}

  

```

Para encontrar o alinhamento com o maior score, uma matriz F é alocada. Há uma coluna para caractere da sequência A e uma linha para cada caractere da sequência B.
À medida que o algoritmo avança, a matriz {\displaystyle F_{ij}} é preenchida com o score ótimo do alinhamento entre os i primeiros caracteres de A e os j primeiros de B. O princípio de optimização é aplicado como segue:
```
  Base:
  

  

    

      

        

          
F

          

            
0

            
j

          

        

        
=

        
d

        
∗

        
j

      

    

    
{\displaystyle F_{0j}=d*j}

  

  

  

    

      

        

          
F

          

            
i

            
0

          

        

        
=

        
d

        
∗

        
i

      

    

    
{\displaystyle F_{i0}=d*i}

  

  Recursão, baseada no princípio de otimização:
  

  

    

      

        

          
F

          

            
i

            
j

          

        

        
=

        
max

        
(

        

          
F

          

            
i

            
−

            
1

            
,

            
j

            
−

            
1

          

        

        
+

        
S

        
(

        

          
A

          

            
i

            
−

            
1

          

        

        
,

        

          
B

          

            
j

            
−

            
1

          

        

        
)

        
,

        

          
F

          

            
i

            
,

            
j

            
−

            
1

          

        

        
+

        
d

        
,

        

          
F

          

            
i

            
−

            
1

            
,

            
j

          

        

        
+

        
d

        
)

      

    

    
{\displaystyle F_{ij}=\max(F_{i-1,j-1}+S(A_{i-1},B_{j-1}),F_{i,j-1}+d,F_{i-1,j}+d)}

  

```

O pseudo-código para o algoritmo que calcula F é como segue (índice 0 representa 1a posição):
```
  for i=0 to length(A)-1
    F(i,0) ← d*i
  for j=0 to length(B)-1
    F(0,j) ← d*j
  for i=1 to length(A)
    for j = 1 to length(B)
    {
      Choice1 ← F(i-1,j-1) + S(A(i-1), B(j-1))
      Choice2 ← F(i-1, j) + d
      Choice3 ← F(i, j-1) + d
      F(i,j) ← max(Choice1, Choice2, Choice3)
    }
```

Quando a matriz F é calculada, o elemento na posição do canto direito inferior da matriz é o score máximo para qualquer alinhamento. Para descobrir qual é o alinhamento que de fato dá este score, deve-se iniciar uma caminhada da posição direita inferior e ir-se comparando este valor com as 3 possíveis fontes (Choice1, Choice2, e Choice3 acima) para descobrir-se de onde este veio. Se veio de Choice1, então A(i) e B(i) estão alinhados. Se veio de Choice2 então A(i) está alinhado com um gap, e se veio de Choice3 então B(i) está alinhado com o gap.
```
  AlignmentA ← ""
  AlignmentB ← ""
  i ← length(A)
  j ← length(B)
  while (i > 0 AND j > 0)
  {
    Score ← F(i,j)
    ScoreDiag ← F(i - 1, j - 1)
    ScoreUp ← F(i, j - 1)
    ScoreLeft ← F(i - 1, j)
    if (Score == ScoreDiag + S(A(i-1), B(j-1)))
    {
      AlignmentA ← A(i-1) + AlignmentA
      AlignmentB ← B(j-1) + AlignmentB
      i ← i - 1
      j ← j - 1
    }
    else if (Score == ScoreLeft + d)
    {
      AlignmentA ← A(i-1) + AlignmentA
      AlignmentB ← "-" + AlignmentB
      i ← i - 1
    }
    otherwise (Score == ScoreUp + d)
    {
      AlignmentA ← "-" + AlignmentA
      AlignmentB ← B(j-1) + AlignmentB
      j ← j - 1
    }
  }
  while (i > 0)
  {
    AlignmentA ← A(i-1) + AlignmentA
    AlignmentB ← "-" + AlignmentB
    i ← i - 1
  }
  while (j > 0)
  {
    AlignmentA ← "-" + AlignmentA
    AlignmentB ← B(j-1) + AlignmentB
    j ← j - 1
  }
```